# Tilomar
Tilomar – miasto w Timorze Wschodnim w dystrykcie Cova-Lima; 1 700 mieszkańców (2006). Przemysł spożywczy.